# ويليام س. كلارك
ويليام س. كلارك (بالإنجليزية: William C. Clark)‏ هو عالم بيئة أمريكي، ولد في 20 ديسمبر 1948.